# Autoportrait sur fond blanc, chemise col ouvert
Autoportrait sur fond blanc, chemise col ouvert est un tableau réalisé vers 1933 par le peintre français Pierre Bonnard. De format vertical, cette huile sur toile est un autoportrait en buste sur fond clair. L'artiste s'y figure vêtu d'une chemise blanche au col ouvert. Rendue dans des teintes orangées, sa tête n'y apparaît qu'à contre-jour, mais on perçoit tout de même le regard triste qu'il lance vers le spectateur à travers ses lunettes rondes. L'œuvre est conservée à la Fondation Bemberg, un établissement muséal toulousain qui détient une importante collection d'autres peintures de sa main, parmi lesquelles un autre autoportrait, le plus tardif Portrait de l'artiste par lui-même.

Portrait de l'artiste par lui-même, 1945.